# Людвіг Пайшер
Людвіг Пайшер  (нім. Ludwig Paischer, 28 листопада 1981) — австрійський дзюдоїст, олімпійський медаліст.

## Виступи на Олімпіадах
| Олімпіада  | Дисципліна         | Місце |
| ---------- | ------------------ | ----- |
| Афіни 2004 | надлегка категорія | AC    |
| Пекін 2008 | надлегка категорія | 2     |